# Canon EOS 5D Mark III
La EOS 5D Mark III è una reflex digitale (DSLR) professionale da 22,3 megapixel, a pieno formato, prodotta da Canon. Erede della 5D Mark II, è stata presentata il 2 marzo 2012, data in cui cade il 25º anniversario dell'annuncio del primo modello della linea EOS, la EOS 650.
Il 25 agosto 2016, Canon ha annunciato il modello successivo, la Canon EOS 5D Mark IV.

## Aggiornamenti rispetto alla 5D Mark II

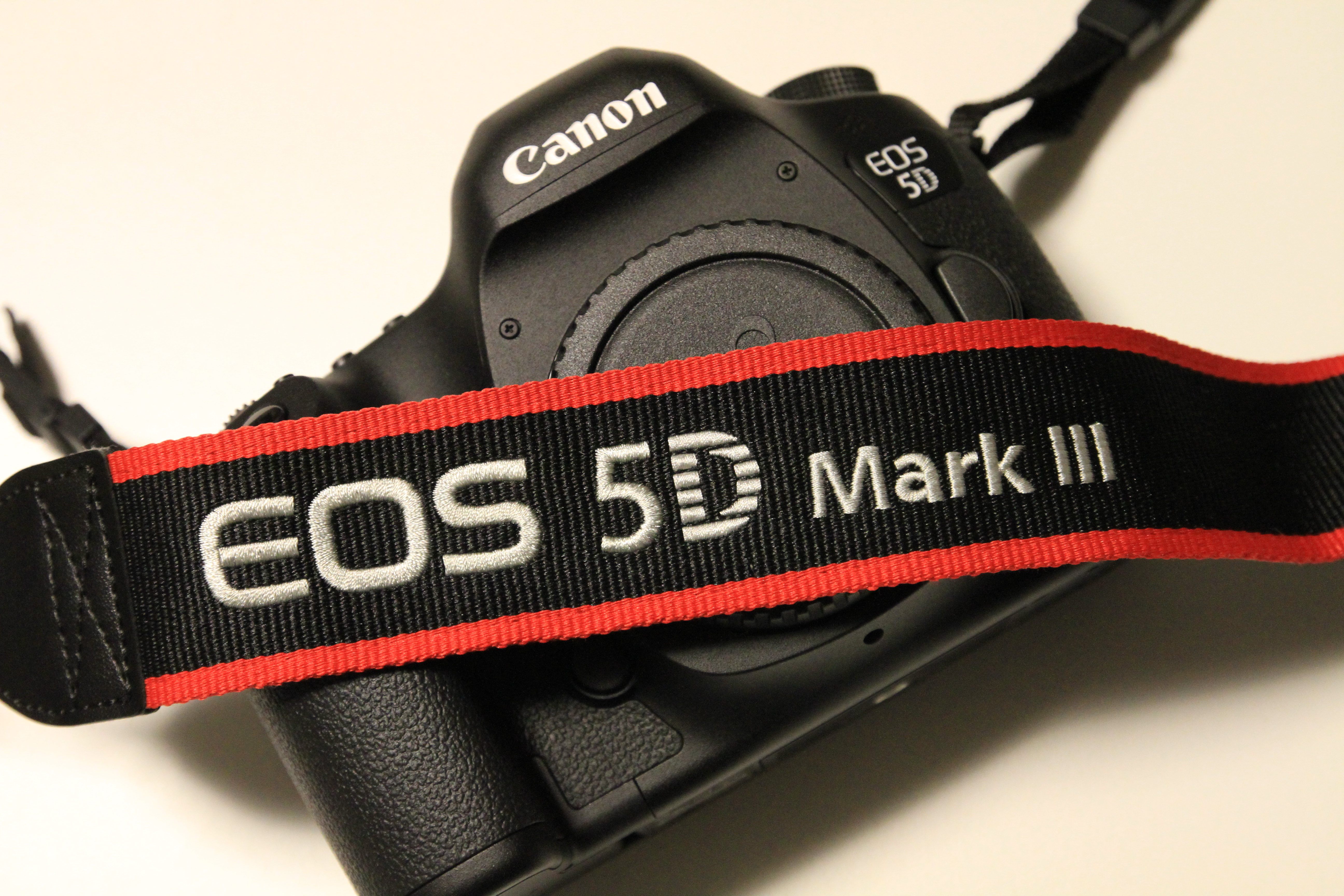
Vista frontale con cordino della 5D III

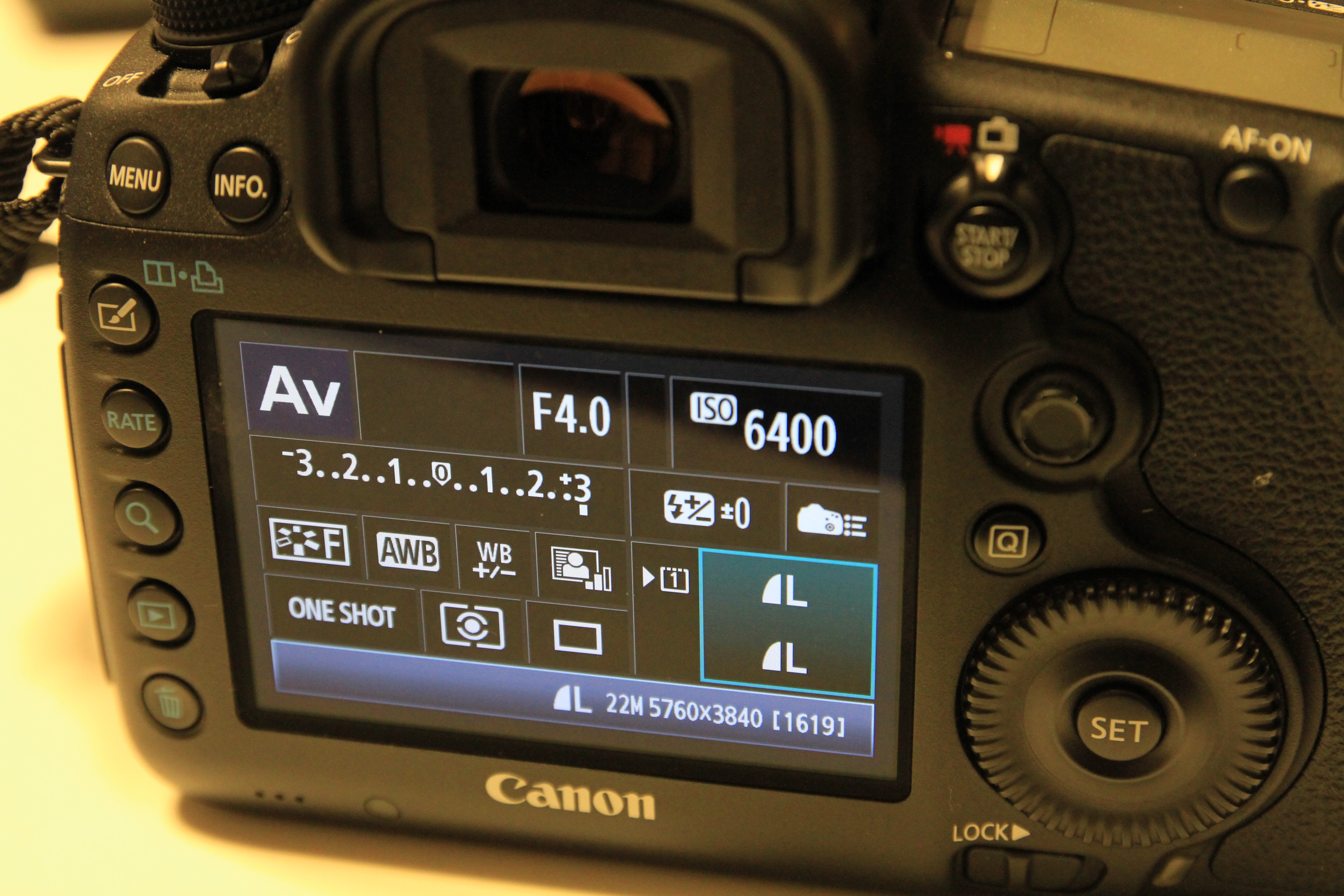
Il display posteriore

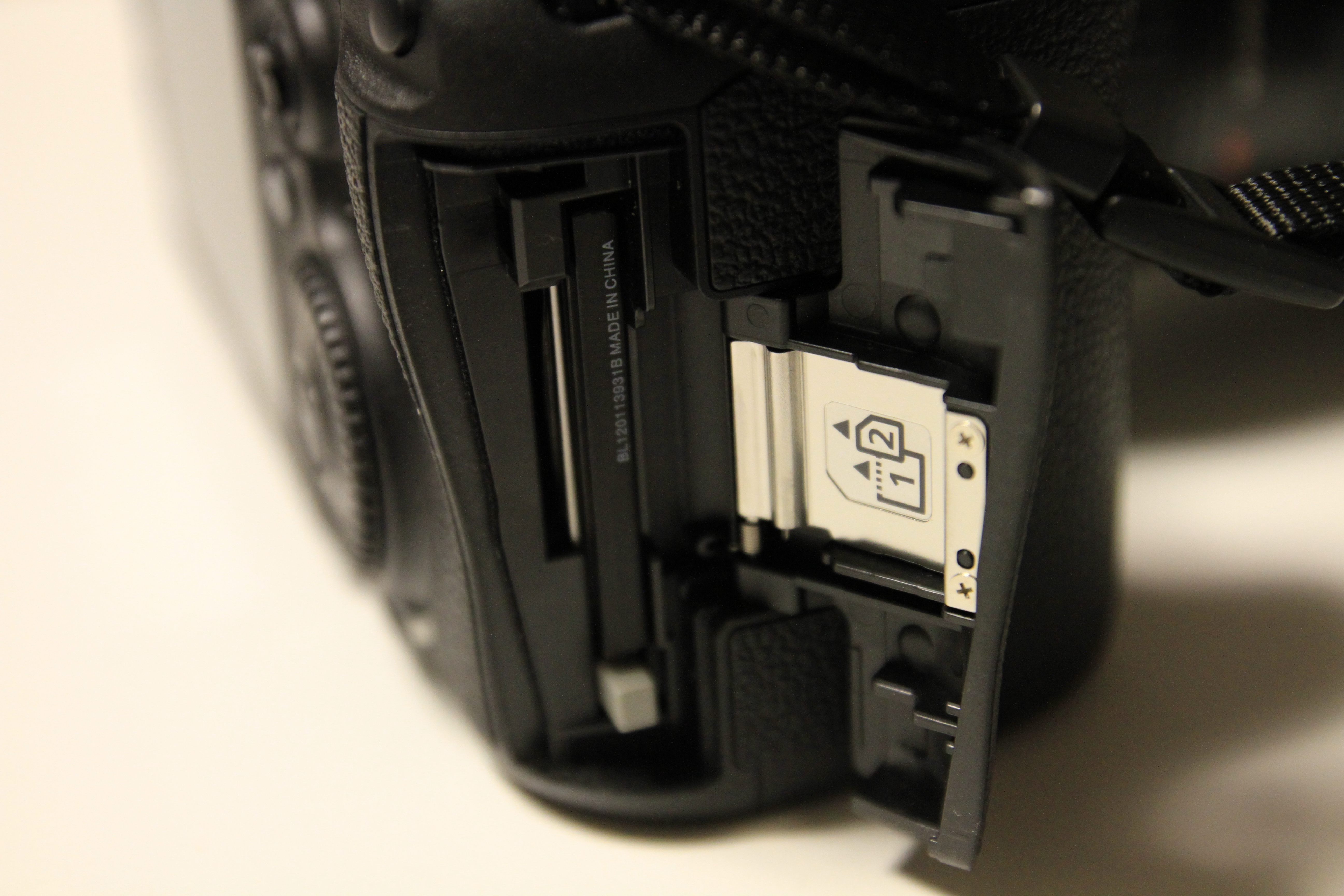
Il doppio slot SD-CF

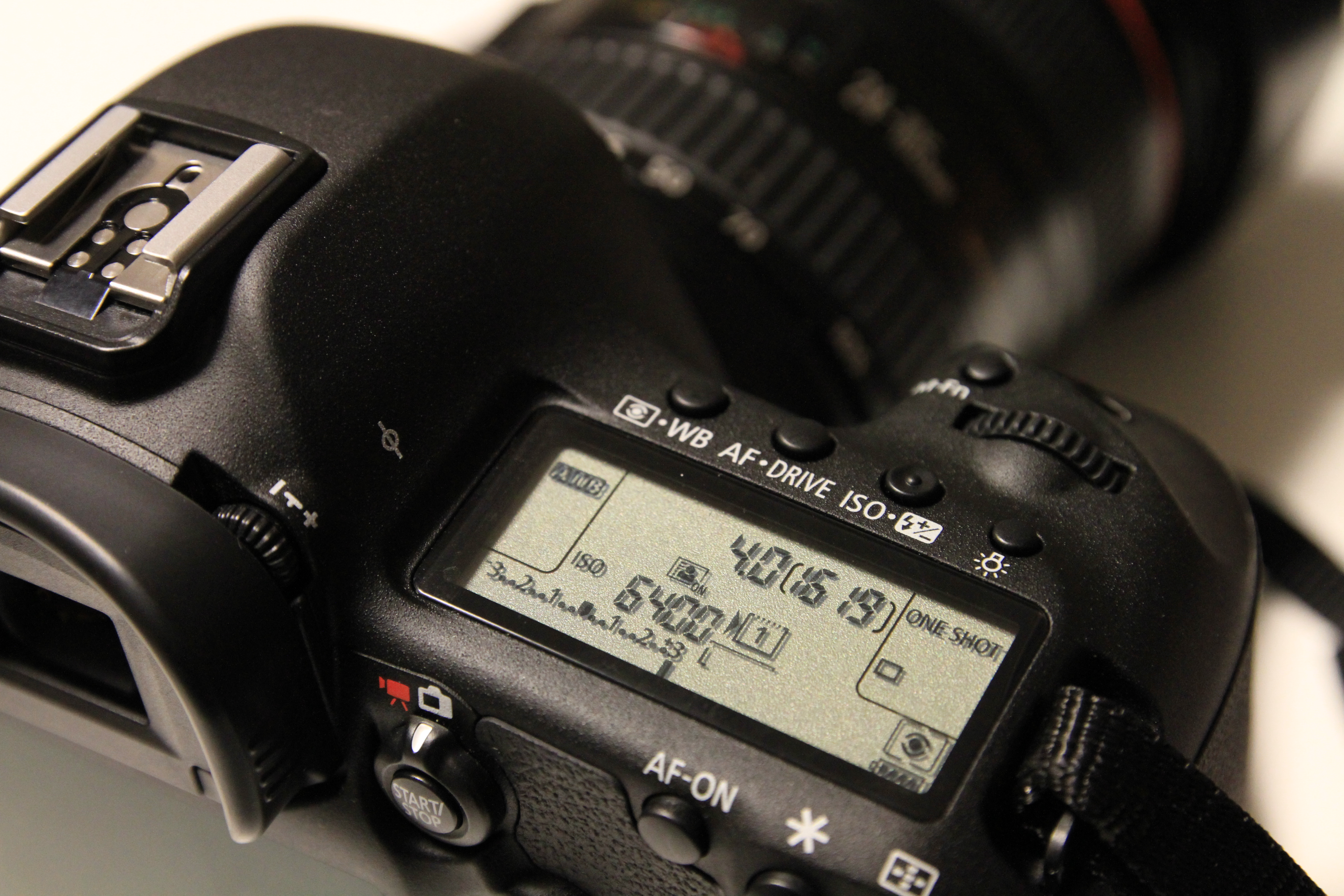
Il display superiore

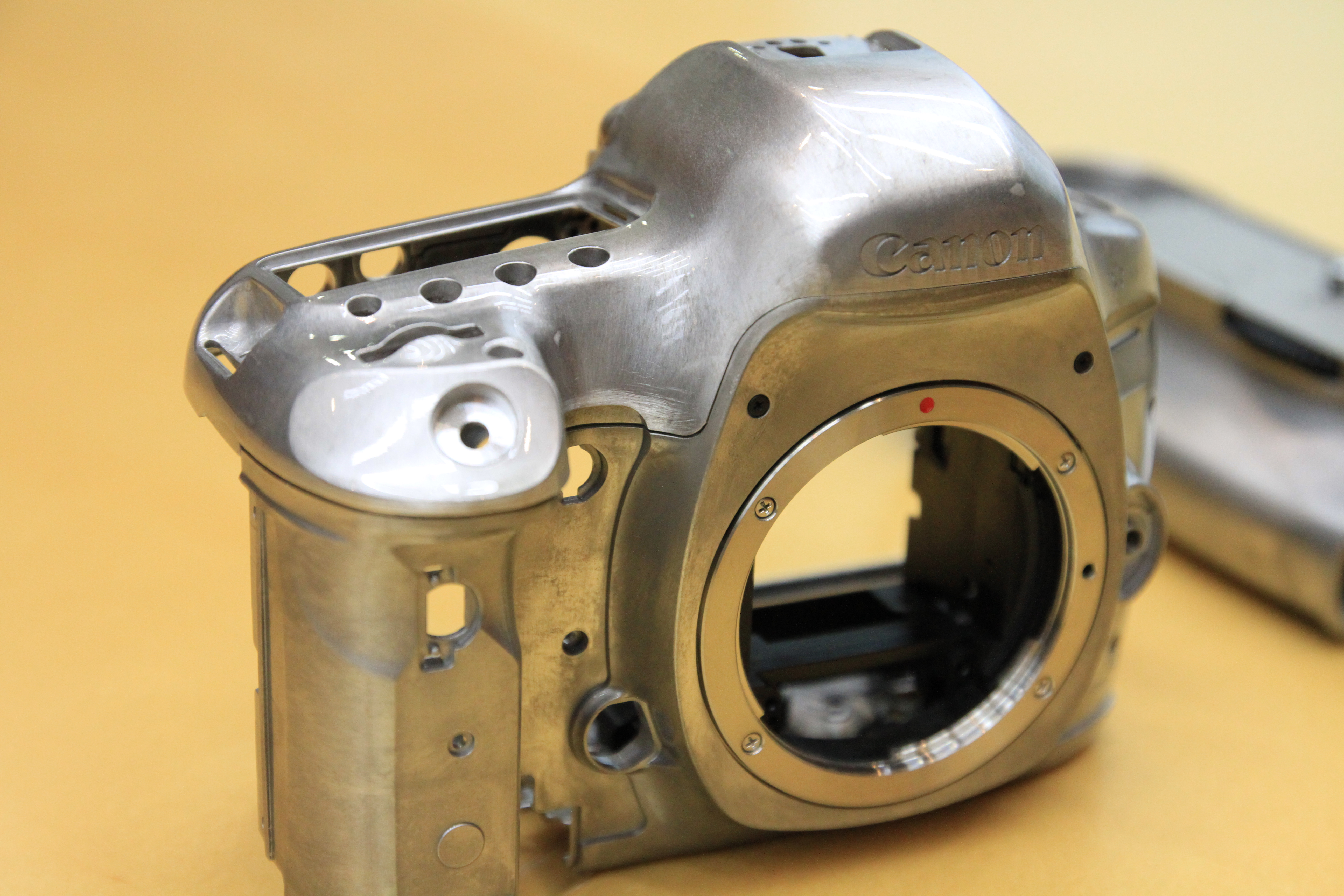
Il corpo in magnesio

- 22,3 megapixel (5760 x 3840 pixel) contro i 21,1 megapixel (5616 x 3744 pixel);
- Processore d'immagine DIGIC 5+ a 14 bit, contro il DIGIC 4 della precedente;
- Sensibilità ISO: 100-25.600 (espandibile a 50-102.400), contro i 100-6.400 (espandibile a 50-25.600) della precedente;
- Sensore di misurazione a 63 zone iFCL a due livelli;
- Copertura del mirino 100%, rispetto alla copertura del 98% della precedente;
- Rispetto ai 9 punti di messa a fuoco della 5D II, la 5D III ha ereditato il sistema di messa a fuoco della EOS 1Dx, avente quindi ben 61 punti di messa a fuoco con area estesa di cui 41 punti a croce.
- 6 fotogrammi al secondo nello scatto continuo, contro i 3,9 scatti al secondo della precedente;
- Massimo 16.270 immagini JPEG in una singola raffica su scheda modalità UDMA 7, rispetto alle 310 con card UDMA della precedente;
- Display da 3.2 pollici con una risoluzione di 1.04 milioni di pixel contro il precedente da 3 pollici (76 mm), 640x480 (307.200 pixel/921.600 punti);
- Doppio slot per SD e CF, rispetto all'unico slot per CF della 5D II.

## Nuove caratteristiche
- Ripresa video a 60 fps, nel formato HD 1280x720;
- Pulsante di avvio/arresto della registrazione video;
- Uscita cuffie per monitorare l'audio in fase di ripresa;
- Nuova funzione "Rate", che facilita la classificazione e l'organizzazione, direttamente dalla macchina fotografica, delle foto scattate: vi è anche la possibilità di elaborare on camera le immagini, per correggere la vignettatura delle lenti, l'aberrazione cromatica (laterale e assiale) e il rumore provocato da sensibilità ISO elevate;
- Canon EOS 5D Mark III presenta tre modalità di scatto personalizzato, indicate con C1, C2 e C3, che permettono al fotografo di poter memorizzare e riadoperare le impostazioni più utilizzate;
- Pulsante "Creative Photo", che consente tra le altre cose di catturare esposizioni multiple, scattare in modalità HDR e, durante la revisione delle immagini, di comparare due immagini affiancate.

## Registrazione video
- La Canon EOS 5D Mark III consente di registrare video per una durata massima di circa 30 minuti, nei formati 1080p (30, 25 o 24fps), 720p (60fps) e 640x480 (30fps), e di salvarli con estensione MOV (H.264/MPEG4). Dispone di controlli manuali del fotogramma ed include due slot per le memorie, una di tipo SD (non compatibili con lo standard UHS-1)[2] e l'altra per le CF (fino alla UMDA 7) che consentono maggiori capacità di memorizzazione dei video ad alta definizione. L'audio registrato è stereo digitale a 48 kHz. È possibile il pieno controllo manuale sul livello dell'audio, facilitato dall'uscita cuffie che permette il monitoraggio in diretta dell'audio durante la registrazione. La presa microfono è standard da 3.5 mm e consente l'utilizzo di microfoni esterni.
- A partire dalla versione 1.2.1 del firmware, aggiornamento gratuito distribuito da Canon ad Aprile 2013, è possibile usare l'uscita HDMI in formato non compresso. Questo consente di usare un registratore esterno (non incluso con la fotocamera) per registrare video con una qualità non compressa e quindi superiore.[3][4]

## Versioni kit al lancio
La EOS 5D Mark III è disponibile nei vari mercati in due kit:
- kit base comprendente il solo corpo macchina;
- kit con corpo macchina + obiettivo 24–70 mm f/4L IS USM
- kit con corpo macchina + obiettivo 24–105 mm f/4L IS USM

## Curiosità
- Canon ha dovuto più volte rimandare la presentazione di EOS 5D Mark III, a causa delle inondazioni[5] avvenute in Thailandia nell'ottobre 2011, che hanno rallentato i piani di tutta l'industria dell'elettronica.

## Riconoscimenti
- EISA AWARDS La macchina ha vinto[6] il premio di miglior European Advanced SLR Camera nella sessione 2012-2013.